# Синьгома (приток Печеньги)

Синьгома — река в России, протекает в Вологодской области, в Тотемском районе. Устье реки находится в 40 км по левому берегу реки Печеньга. Длина реки составляет 15 км. В 1 км по правому берегу устье крупнейшего притока — реки Мутица.
Исток реки расположен в болотах неподалёку от деревни Ваулово в 17 км к юго-востоку от села Никольское и в 55 км к югу от Тотьмы. Из того же болота берёт начало одноимённая река, впадающая в Толшму. На всём протяжении Синьгома течёт сначала на запад, затем на север по заболоченному лесу, населённых пунктов на реке нет. За 1 километр до устья принимает справа крупнейший приток — Мутицу.

## Данные водного реестра
По данным государственного водного реестра России относится к Двинско-Печорскому бассейновому округу, водохозяйственный участок реки — Северная Двина от начала реки до впадения реки Вычегда, без рек Юг и Сухона (от истока до Кубенского гидроузла), речной подбассейн реки — Сухона. Речной бассейн реки — Северная Двина.
По данным геоинформационной системы водохозяйственного районирования территории РФ, подготовленной Федеральным агентством водных ресурсов:
- Код водного объекта в государственном водном реестре — 03020100312103000007926
- Код по гидрологической изученности (ГИ) — 103000792
- Код бассейна — 03.02.01.003
- Номер тома по ГИ — 03
- Выпуск по ГИ — 0